# Froville
Froville é uma comuna francesa na região administrativa do Grande Leste, no departamento de Meurthe-et-Moselle. Estende-se por uma área de 5.89 km², e possui 126 habitantes, segundo o censo de 2018, com uma densidade de 21 hab/km².